# Viva Las Vengeance
Viva Las Vengeance è il settimo ed ultimo album in studio del gruppo pop rock americano Panic! at the Disco, pubblicato il 19 agosto 2022, tramite Fueled by Ramen e DCD2 Records. È stato annunciato insieme all'uscita del singolo principale e della title track Viva Las Vengeance il 1 giugno 2022, ed è supportato da un tour iniziato in Nord America nel terzo trimestre del 2022 e terminato in Europa nel 2023.
Brendon Urie ha definito l'album "uno sguardo indietro a chi ero 17 anni fa e a chi sono ora con l'affetto che non avevo prima. Non mi ero reso conto che stavo facendo un album e c'era qualcosa nel registratore che mi ha mantenuto onesto." L'album è stato anche descritto come un "viaggio musicale cinematografico sulla linea sottile tra approfittare della tua giovinezza, cogliere l'attimo e bruciare".

## Registrazione
Urie ha registrato Viva Las Vengeance dal vivo su un registratore a 8 tracce per catturare una "vibrazione rétro". L'album è stato registrato con notevoli contributi di Jake Sinclair, Mike Viola e Butch Walker a Los Angeles.

## Composizione
Viva Las Vengeance è stata descritta come pop rock, glam rock, power pop, rock and roll e come una "opera rock". L'album mescola anche new wave, punk e pop barocco. È stato anche considerato un "richiamo del rock classico", aggiungendo a un "suono che mette in mostra le chitarre e strizza l'occhio al suono rock dell'arena dei decenni passati, principalmente gli anni '70".
Secondo Chris Willman di Variety, mentre si discute delle influenze dell'album, "i graditi cenni ai Police, ai Thin Lizzy, ai Beatles e ad altre band della fine degli anni '60/'70/inizio degli anni '80 sono veloci e furiosi". L'album è anche noto per le sue somiglianze con i Queen, con la sua "teatralità svenuta e falsetto... lavoro di chitarra scintillante e armonie tempestive". Star Spangled Banger e God Killed Rock and Roll sono stati citati come esempi dell'influenza dei Queen.

## Recensioni
| Recensione          | Giudizio |
| ------------------- | -------- |
| AnyDecentMusic?     | 6.9/10   |
| Metacritic          | 82/100   |
| AllMusic            | 4,5/5    |
| Hot Press           | 7/10     |
| The Daily Telegraph | 3/5      |

Viva Las Vengeance è stato ben accolto dalla critica musicale. Ha ottenuto un punteggio medio di 82 su 100 su Metacritic basato su sette recensioni. Matt Collar di AllMusic ha descritto l'album come una "dichiarazione a tutto ciò che è sontuosamente mitico, esultante, tragica e... sciocca nell'amare e aspirare a far parte del mondo del rock'n'roll". Emily Swingle di Clash ha notato che "l'album mette fuori gioco alcuni brani definitivi", ma ha anche notato che "c'è qualcosa che manca sotto la patina di teatralità".David Smyth ha definito l'album "Un grande colpo del rock classico" e ha confrontato gli assoli di chitarra con quelli di Brian May.
Edwin Mcfee di Hot Press ha descritto l'album come "Una lettera d'amore all'epoca d'oro del rock. Ali Shutler di NME , si è complimentato per il sound dell'album affermando: "I Panic! in genere mirano alla precisione e alla raffinatezza, ma con questo album registrato dal vivo su nastro...sembra che appartenga a un jukebox piuttosto che a Spotify, ma il gruppo sa pavoneggiarsi tra i mondi della new wave, del rock'n'roll e del punk con massima sicurezza. The Telegraph ha osservato che "mentre l'originalità non è mai stata il punto di forza di Urie, il suo potere da star bianco perla e la sua abilità nello spettacolo compensano abilmente."
Nonostante l'accoglienza positiva della critica, l'accoglienza dei fan è stata più contrastante.

## Tracce
1. Viva Las Vengeance – 3:27
2. Middle of a Breakup – 3:20
3. Don't Let the Light Go Out – 3:49
4. Local God – 3:00
5. Star Spangled Banger – 3:09
6. God Killed Rock and Roll – 4:17
7. Say It Louder – 3:30
8. Sugar Soaker – 3:11
9. "Something About Maggie – 3:20
10. Sad Clown – 3:46
11. All by Yourself – 4:18
12. Do It to Death – 4:35